# Camp magnètic terrestre

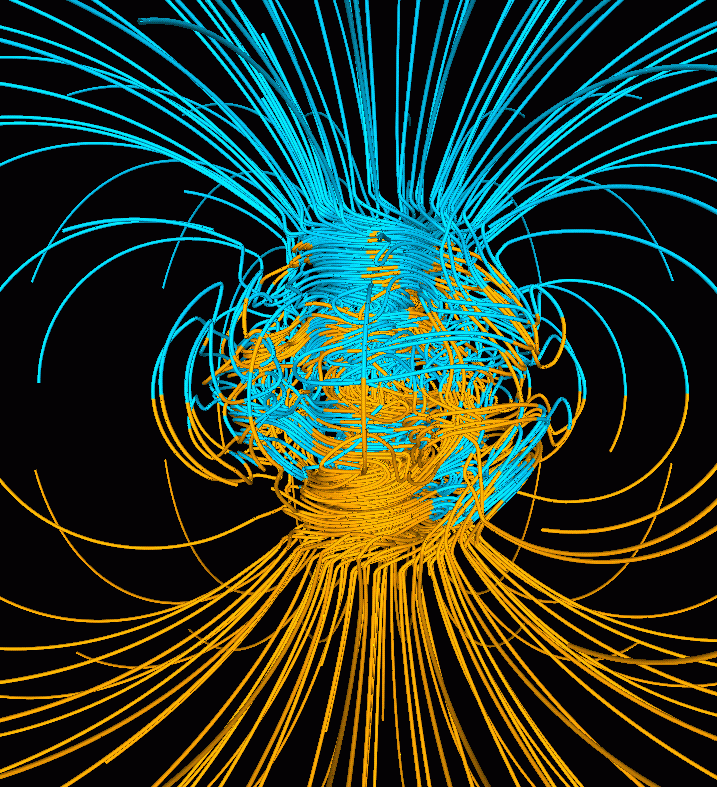
Simulació per ordinador del camp magnètic terrestre en un període de polaritat normal entre inversions. Les línies representen línies de camp magnètic, de color blau quan el camp apunta cap al centre de la Terra i grogues quan apunta cap a fora. L'eix de rotació de la Terra està centrat i és vertical. Els clústers densos de línies es troben dins del nucli de la Terra.

El camp magnètic terrestre és el camp magnètic generat per l'activitat interna de la Terra. És el que fa que les brúixoles, actualment, apuntin en la direcció nord; des d'aquest punt de vista, la Terra es comporta com un imant gegantí, i té pols magnètics, els quals no coincideixen exactament amb els pols geogràfics. La seva magnitud a la superfície de la Terra se situa entre els 25 i 65 μT (microtesles) ó (0,25-0,65 G). El geomagnetisme s'ocupa de l'estudi del camp magnètic terrestre, tant de la seva generació com de la seva variació espacial i temporal.
Dins del seu estudi, es distingeix entre el camp intern i el camp extern. El camp intern cerca una explicació per a la generació i el manteniment d'un camp magnètic propi per les variacions espacials i temporals detectades en la superfície terrestre, i es basa en la teoria de la dinamo. El camp extern estudia l'efecte del camp magnètic intern i del camp magnètic solar sobre la ionosfera.
El pol nord magnètic no té una posició fixa i es troba a uns 1.800 quilòmetres del pol nord geogràfic. En conseqüència, una brúixola no apunta exactament cap al nord geogràfic; la diferència, mesurada en graus, es denomina declinació magnètica. La declinació magnètica depèn del lloc d'observació, per exemple: actualment, Manresa és aproximadament 1° est. A més, cal tenir present que aquesta declinació també va canviant amb el temps, és el que se'n diu variació magnètica. El pol nord magnètic està desplaçant-se per la zona nord canadenca en direcció cap al nord d'Alaska.

## Importància
El camp magnètic terrestre desvia la major part del vent solar, format per partícules carregades que altrament anirien erosionant la capa d'ozó que protegeix la Terra de la radiació ultraviolada perjudicial. Un mecanisme d'erosió consisteix en el fet que el gas quedi atrapat en bombolles del camp magnètic, que el vent solar s'acaba enduent. Segons càlculs de la pèrdua de diòxid de carboni a l'atmosfera de Mart, causada pel vent solar, la dissipació del camp magnètic de Mart va produir la pèrdua gairebé total de la seva atmosfera.
L'estudi del camp magnètic terrestre durant el passat es coneix com paleomagnetisme. La polaritat del camp magnètic terrestre queda gravada en roques ígnies. Les inversions del camp són visibles en forma de línies centrades en dorsals oceàniques on creix el fons oceànic, mentre que l'estabilitat dels pols geomagnètics entre inversions ha permès que el paleomagnetisme segueixi el moviment dels continents en el passat. Les inversions també estableixen la base de la magnetoestratigrafia, un mètode de datació de roques i sediments. El camp també magnetitza l'escorça, i es poden fer servir les anomalies magnètiques per buscar jaciments de menes de metall.
Els humans han fet servir brúixoles per orientar-se des del segle XI, i per a la navegació des del segle XII. Malgrat que la declinació magnètica varia amb el temps, aquests canvis són prou lents com per permetre que una brúixola senzilla sigui útil per a la navegació. Diversos altres organismes, des d'alguns tipus de bacteri fins als coloms, fan servir el camp magnètic terrestre mitjançant magnetorecepctors per orientar-se i migrar.

## Característiques
El camp magnètic terrestre es pot representar en qualsevol punt amb un vector tridimensional. Una forma habitual de mesurar-lo és amb una brúixola, per establir així la direcció del nord magnètic. El seu angle relatiu respecte el nord verdader és la declinació (D) o variació. Mirant cap al nord magnètic, l'angle que el camp estableix amb la horitzontal és la inclinació magnètica (I). La intensitat (F) del camp és proporcional a la força que exerceix sobre un imant. Una altra representació habitual és en coordenades X (nord), Y (est) i Z (avall).

Sistemes de coordenades habituals per a la representació del camp magnètic terrestre.

### Intensitat
La intensitat del camp sovint es mesura en gauss (G), però s'acostuma a expressar en microtesles (μT), amb 1 G = 100 μT. Un nanotesla també es coneix com una gamma (γ). El camp magnètic terrestre oscil·la entre aproximadament 25 i 65 μT. A tall de comparació, un imant de nevera fort té un camp d'aproximadament 10000 μT.
Els mapes d'isolínies d'intensitat es coneixen com cartes isodinàmiques. Tal com mostra el model magnètic mundial, la intensitat tendeix a disminuir des dels pols cap a l'equador. El mínim de la intensitat es troba a l'Anomalia de l'Atlàntic Sud, mentre que hi ha màxims al nord del Canadà, Sibèria, i a la costa antàrtica al sud d'Austràlia.
La intensitat del camp magnètic pot variar amb el temps. El 2021, un estudi paleomagnètic de la Universitat de Liverpool va contribuir a un nombre creixent de proves que el camp magnètic terrestre presenta cicles d'intensitat de 200 milions d'anys.

### Inclinació
La inclinació magnètica ve donada per un angle que pot prendre valors entre -90° (cap amunt) i 90° (cap avall). A l'hemisferi nord, el camp apunta cap avall. Al pol nord magnètic apunta totalment cap avall, i rota cap amunt a mesura que disminueix la latitud fins a ser totalment horitzontal (0°) a l'equador magnètic. Segueix rotant cap amunt fins apuntar-hi totalment al pol sud magnètic. La inclinació es pot mesurar amb una brúixola d'inclinació.

### Declinació
La declinació és positiva si hi ha una desviació del camp cap a l'est respecte el nord geogràfic. Es pot estimar comparant l'orientació nord-sud magnètica amb un pol celeste. Els mapes acostumen a incloure informació sobre la declinació com un angle, o amb un petit esquema que mostra la relació entre el nord magnètic i el nord geogràfic. La informació de la declinació d'una regió es pot representar en un diagrama amb línies isogòniques, que uneixen punts a una mateixa declinació.

### Variació geogràfica
Components del camp magnètic terrestre a la superfície segons el model magnètic mundial de 2020.
- Intensitat
- Inclinació
- Declinació

### Aproximació dipolar

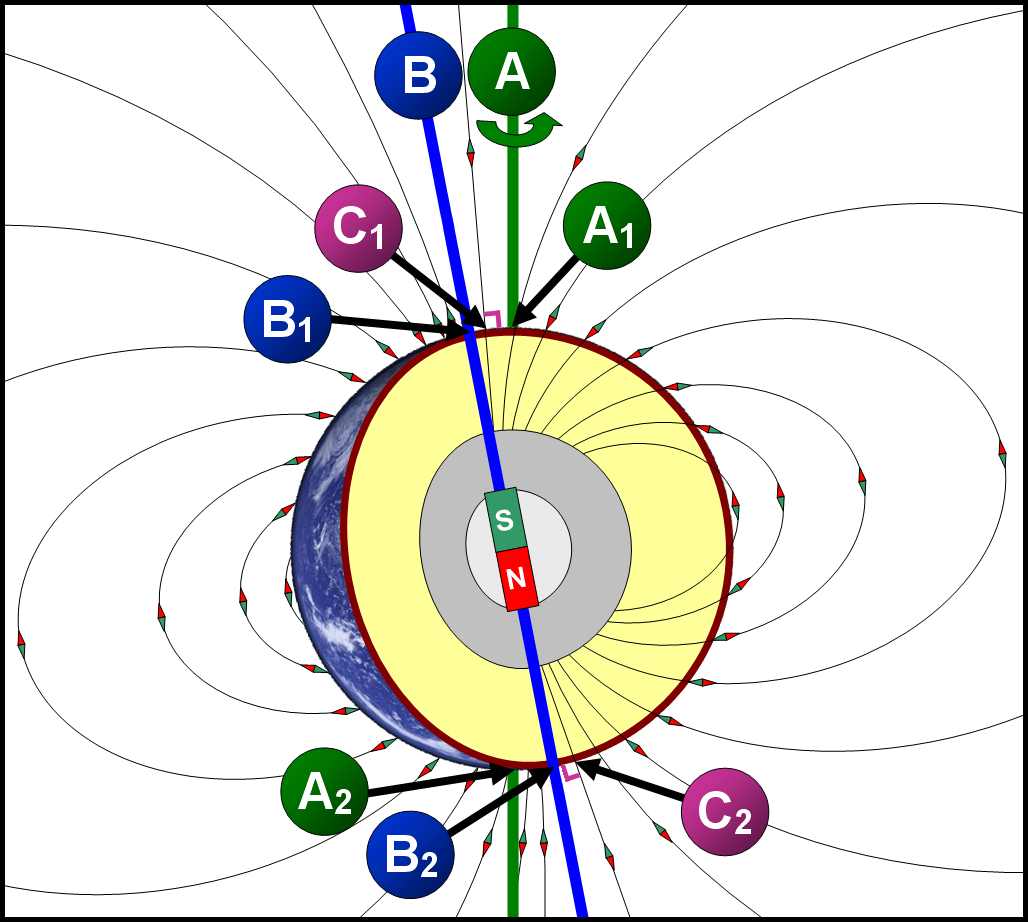
Relació entre els pols de la Terra. A1 i A2 són els pols geogràfics; B1 i B2 són els pols geomagnètics; C1 (sud) i C2 (nord) són els pols magnètics.

Prop de la superfície terrestre, el seu camp magnètic es pot aproximar al camp d'un dipol magnètic situat al centre de la Terra inclinat a un angle de 11º respecte el seu eix de rotació. El dipol es pot aproximar a un imant de barra fort, amb el seu pol sud apuntant cap al pol nord geomagnètic. Aquest fet pot semblar sorprenent, però el pol nord d'un imant es defineix així perquè, si se li permet rotar lliurement, apunta aproximadament cap al nord (geogràfic). Com que el pol nord d'un imant atreu els pols sud d'altres imants i repel·leix els pols nord, ha de poder set atret pel pol sud de l'imant terrestre. Aquest camp dipolar suposa el 80–90% del camp a la majoria d'indrets.

### Pols magnètics

Moviment del pol nord magnètic per l'Àrtida canadenca.

Històricament, els pols nord i sud d'un imant es definien a través del camp magnètic terrestre, i no a l'inrevés, precisament perquè un dels primers usos dels imants era com a agulla de brúixola. El pol nord d'un imant es defineix com el pol que és atret pel pol nord magnètic terrestre quan queda suspès de tal forma que pugui girar lliurement. Com que els pols oposats s'atreuen, el pol nord magnètic terrestre realment és el pol sud del seu camp magnètic (el lloc on el camp es dirigeix cap a l'interior de la Terra).
Les posicions dels pols magnètics es poden definir almenys de dues maneres: localment i globalment. Segons la definició local, és el punt on el camp magnètic és vertical. Això es pot determinar mesurant-ne la inclinació, que és de 90° (cap avall) al pol nord magnètic i –90° (cap amunt) al pol sud magnètic. Els dos pols erren independentment de l'altre i no es troben a les antípodes directament. S'han observat moviments del pol nord magnètic de fins a 40 km per any. Durant els darrers 180 anys, el pol nord magnètic ha virat cap al nord-oest, des del Cap Adelaide a la península de Boothia el 1831 fins a 600 km mar endins des de la badia Resolute el 2001. L'equador magnètic és la línia on la inclinació és zero (és a dir, el camp magnètic és horitzontal).
La definició global del camp magnètic terrestre es basa en un model matemàtic. Si es dibuixa una línia a través del centre de la Terra, paral·lela al moment del dipol magnètic que millor descriu el camp, els dos indrets on interseca la superfície terrestre són els dos pols geomagnètics. Si el camp magnètic terrestre fos un dipol perfecte, els pols geomagnètics i els pols d'inclinació coincidirien, i les brúixoles hi apuntarien. Tanmateix, el camp magnètic de la Terra presenta fortes contribucions no dipolars.

## L'origen del camp magnètic terrestre
El 1820 el físic francès André-Marie Ampère va plantejar la hipòtesi que el magnetisme terrestre s'origina per corrents interns a la Terra. L'origen del camp terrestre roman encara sense una explicació definitiva, si bé la teoria comunament acceptada és la generació del camp magnètic per l'efecte dinamo. Aquesta teoria mostra com un fluid conductor en moviment (com és el magma terrestre) pot generar i mantenir un camp magnètic, com el de la Terra.
Per ser de classe variable, el camp magnètic tendeix a ser de gènere adjacent; això vol dir que, per no pertànyer a un angle transcendent obtús, la variació del camp no està perfectament determinada per un patró comú.

## Les variacions del camp magnètic terrestre
El camp magnètic de la Terra varia en el curs de les eres geològiques, és el que es denomina variació secular. S'ha comprovat, gràcies a l'anàlisi dels estrats, en considerar que els àtoms de ferro continguts tendeixen a alinear-se amb el camp magnètic terrestre. La direcció del camp magnètic queda registrada en l'orientació dels dominis magnètics de les roques i, així, el lleuger magnetisme resultant es pot mesurar.
Mesurant el magnetisme de roques situades en estrats formats en períodes geològics distints, es van elaborar mapes del camp magnètic terrestre en diverses eres. Aquests mapes mostren que hi ha hagut èpoques en què el camp magnètic terrestre s'ha reduït a zero per a després invertir-se.
Durant els últims cinc milions d'anys, s'han efectuat més de vint inversions, la més recent fa 700.000 anys. Altres inversions van ocórrer fa 870.000 i 950.000 anys. L'estudi dels sediments del fons de l'oceà indica que el camp va estar pràcticament inactiu durant 10 o 20 mil anys, fa poc més d'un milió d'anys. Aquesta és l'època en la qual van sorgir els éssers humans.
No es pot predir quan ocorrerà la següent inversió, perquè la seqüència no és regular. Certs mesuraments recents mostren una reducció del 5% en la intensitat del camp magnètic en els últims 100 anys. Si es manté aquest ritme, el camp tornarà a invertir-se d'aquí a uns 2.002 anys.

## El magnetisme planetari

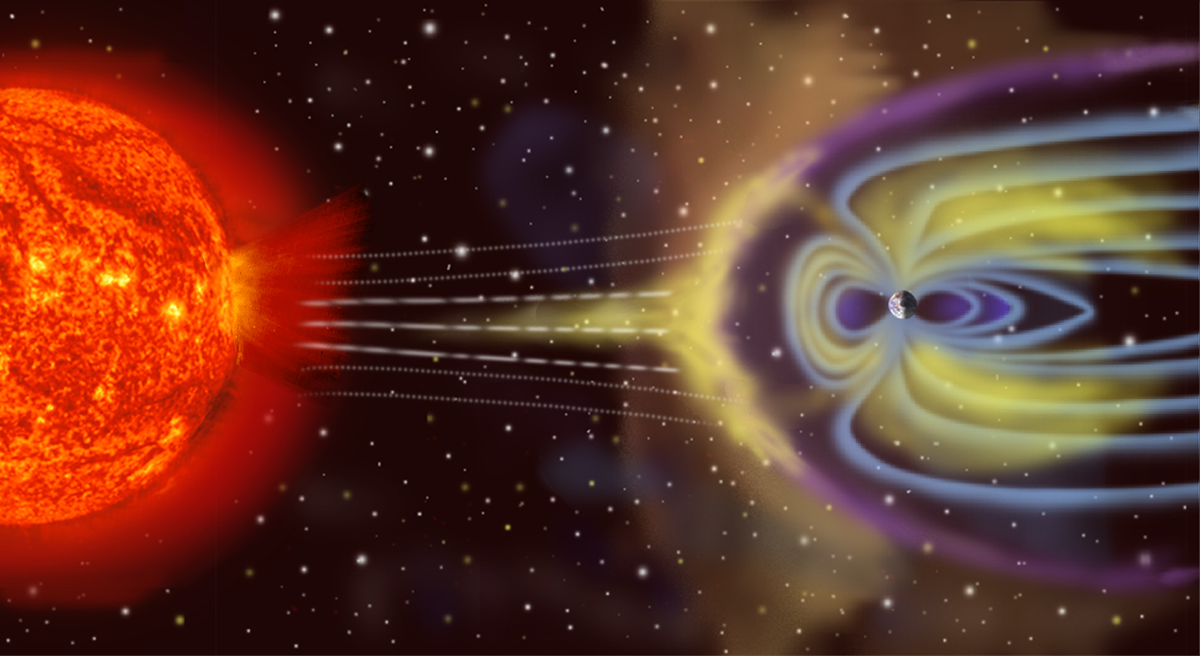
La magnetosfera protegeix la superfície de la Terra de les partícules carregades del vent solar. Es comprimeix durant el dia a causa de les forces de les partícules que hi arriben.

El magnetisme és un fenomen estès a tots els àtoms amb desequilibri magnètic. L'agrupació d'aquests àtoms produeix els fenòmens magnètics perceptibles, i els cossos estel·lars, els planetes entre aquests, són propicis a tenir les condicions perquè es desenvolupi un camp magnètic d'una certa intensitat.
A l'interior dels planetes, l'acumulació de materials ferromagnètics -com el ferro- i el seu moviment diferencial relatiu respecte a altres capes del cos indueixen un camp magnètic d'intensitat, depenent de les condicions de formació del planeta, en el qual sempre es distingeixen els dos pols, equivalents als d'un imant normal.
En el cas de la Terra, la zona en la qual es mou està influenciada pel camp magnètic solar, però el mateix camp magnètic terrestre crea com una bombolla, la magnetosfera terrestre, dins l'anterior. Aquesta bombolla té una capa límit entre la seva influència i la solar (magnetopausa), que és aproximadament esfèrica, cap al Sol, i allargada cap al sistema solar extern, i s'acosta a la superfície terrestre en els pols magnètics terrestres. La interacció en constant evolució entre ambdós camps magnètics i les partícules carregades provinents del Sol produeix fenòmens com les aurores boreals o australs, i la interferència en les comunicacions per ones electromagnètiques, així com alteracions en els satèl·lits artificials en òrbita, que també s'anomenen diapositives en forma de disquet.

## Pol Nord geomagnètic
El pol Nord geomagnètic és el pol del camp geomagnètic terrestre més proper al nord verdader.